# Nanawa
Die Nanawa ist ein Patrouillenboot der Streitkräfte Paraguays.

## Geschichte
Das Typschiff einer Serie von neun je 900.000 Argentinischen Peso teuren Minensuchern wurde am 20. März 1936 von der Werft Arsenal de la Base Naval de Río Santiago in Río Santiago am Río de la Plata vom Stapel gelassen und am 27. Januar 1937 von der Armada Argentina als Bouchard mit der Nummer M10 in Dienst gestellt. Fertiggestellt wurde die zu ersten Minensucherdivision in Puerto Belgrano gehörende Bouchard aber erst am 16. Mai 1937 mit der Nummer M7. Zwischen Mai und Juli 1947 war das Fahrzeug während der Umsturzversuche in Paraguay zum Schutz paraguayischer Kanonenboote auf dem Fluss Paraná eingesetzt und 1952 wurde die Bouchard mit neuer Bewaffnung versehen. Am 20. September 1963 wurde die Außerdienststellung in der argentinischen Marine beschlossen und im Januar 1964 wurde der Minensucher, zusammen mit dem Schwesterschiff Seaver, als Schenkung an Paraguay übertragen, wo er am 14. März desselben Jahres als Nanawa übernommen wurde. Der Name Nanawa wurde als Erinnerung an die Schlacht von Nanawa am 20. Januar 1933 gewählt. Das seit dem Juni 1989 nur noch für Patrouillenfahrten genutzte Fahrzeug ist inzwischen mit der Bezeichnung P02 immer noch Bestandteil der aktiven Marine Paraguays.

## Bewaffnung
Bewaffnet ist die Nanawa mit zwei 40-mm-Bofors-Geschützen und zwei 12,7-mm-Maschinengewehren.